# Carciofo del vastese
Il carciofo del vastese o carciofo di Cupello è  una particolarità di carciofo coltivata in Abruzzo ed in particolare a Cupello nella provincia di Chieti. Fa parte dei Prodotti agroalimentari tradizionali abruzzesi.

## Produzione e coltivazione
Viene anche chiamato mazzaferrata per la sua particolare forma; questo carciofo gradisce terreni profondi e ben drenati e viene poi raccolto tra fine marzo e aprile; possono essere anche utilizzati conservati sott'olio; ogni anno a Cupello viene organizzato il festival del carciofo.